# آرثر فرينش
آرثر فرينش (بالإنجليزية: Arthur French)‏ هو مخرج وممثل أمريكي، ولد في 6 نوفمبر 1931 بنيويورك في الولايات المتحدة.

## أعمال

### أفلام
- (1986) حوالي منتصف الليل

### مسلسلات
- عالم آخر

## وصلات خارجية
- آرثر فرينش على موقع IMDb (الإنجليزية)
- آرثر فرينش على موقع ألو سيني (الفرنسية)
- آرثر فرينش على موقع أول موفي (الإنجليزية)
- آرثر فرينش على موقع قاعدة بيانات برودواي على الإنترنت (الإنجليزية)
- آرثر فرينش على موقع قاعدة بيانات الأفلام السويدية (السويدية)
- آرثر فرينش على موقع قاعدة بيانات الفيلم (الإنجليزية)
- آرثر فرينش على موقع كينوبويسك (الروسية)